# 오징어채

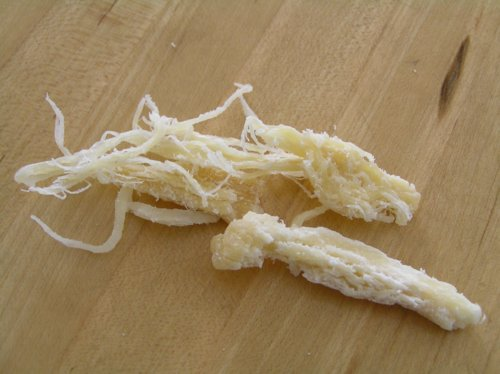
오징어채

오징어채, 또는 진미채는 오징어를 잘게 찢어 그늘에서 말리거나 기계 건조시킨 가공 식품으로 건어물의 일종이다. 예부터 한국을 비롯하여 중국 남부 및 동남아시아 같은 아시아권 국가에서 먹어 왔으며, 하와이처럼 태평양 연안에 인접한 지역에서도 흔히 발견된다. 한국에서는 술안주, 또는 오징어채볶음 같은 반찬으로 먹는다.
오징어채는 씹으면 씹을수록 좋은 맛이 나는 것이 특징 중의 하나이며, 잘 씹지 않으면 삼키기 힘들기 때문에 턱에 좋다고 여겨진다. 오징어의 근섬유는 횡방향으로 주행하기 때문에, 가로로 찢으면 찢기는 쉽지만 섬유가 긴 방향으로 유지되어 잘 씹지 않으면 삼키기 힘들고, 세로로 찢으면 찢기는 힘들지만 섬유가 토막토막 끊어져 많이 씹지 않아도 삼키기가 쉽다.

## 생산
오징어의 몸을 절개하고 내장을 제거한 뒤, 햇빛이나 그늘에 널거나, 실내나 창고 내에서 불을 피우거나, 기계 건조 등의 방법으로 건조시킨다. 이때 수분량은 중량의 약 20%가 되며, 건조하는 과정에서 오징어 내에 포함된 아미노산이 가열반응을 일으켜 오징어채의 색이 노란색 또는 갈색이 된다. 오징어채를 만드는 데 사용하는 오징어는 살오징어, 갑오징어, 한치 등이 있다.

## 영양소
100g당 열량 300kcal, 수분 20.2g, 단백질 60.72g, 지방질 1.5g, 나트륨 890 mg, 철분 9.90 mg, 칼륨 1100 mg, 아연 5.4 mg, 인 1100 mg 정도 포함되어 있으며, 특히 타우린이 오징어에 많이 포함되어 있다.

## 같이 보기
- 육포
- 오징어채볶음